# نمان
نمان (بالروسية: Неман) هي إحدى مدن روسيا في الكيان الفدرالي الروسي كالينينغراد أوبلاست.

## أعلام
- هربرت بيترز
- والتر برونو هينينج